# Laurens Serpe
Laurens Serpe (Fivizzano, 7 de febrero de 2001) es un futbolista italiano que juega en la demarcación de defensa en el Pro Vercelli de la Serie C.

## Trayectoria
Tras formarse como futbolista en las categorías inferiores del Genoa CFC, finalmente el 13 de agosto de 2021 debutó con el primer equipo en la Copa Italia contra el Perugia Calcio. Su debut en la Serie A se produjo el 21 de agosto contra el Inter de Milán, con un resultado de 4-0 a favor del conjunto milanés.

## Clubes
Actualizado al último partido disputado el 25 de enero de 2025.
| Club                      | País   | Año       | Partidos | Goles |
| ------------------------- | ------ | --------- | -------- | ----- |
| Genoa CFC                 | Italia | 2021-2022 | 2        | 0     |
| Crotone (cedido)          | Italia | 2022      | 0        | 0     |
| Spezia Calcio             | Italia | 2022      | 0        | 0     |
| Imolese (cedido)          | Italia | 2022-2023 | 24       | 0     |
| Spezia Calcio             | Italia | 2023-2024 | 2        | 0     |
| SS Turris Calcio (cedido) | Italia | 2024      | 1        | 0     |
| Pro Vercelli (cedido)     | Italia | 2024-     | 5        | 0     |